# Ruud Harrewijn
Ruud Harrewijn (3 juli 1948) is een Nederlands voormalig basketbalspeler en basketbalcoach.
Harrewijn speelde tijdens zijn basketbalcarrière 84 interlands. Harrewijn coachte het Nederlands basketbalteam tweemaal. Één keer één maand: in 1982 (juli-augustus) en één keer van 1986 (juni) tot 1991 (juni).